# Joaquim Llach i Coll
Joaquim Llach i Coll   (Sant Martí Vell, 15 d'agost de 1849 - Sant Martí Vell, 16 de maig de 1928) va ser un terratinent i polític carlí que va participar en la tercera guerra carlina, cap provincial del partit tradicionalista a la província de Girona durant la dècada de 1920.

## Biografia
Joaquim Llach i Coll va néixer l'any 1849 com a majoratge de la família patriarcal Llach-Gilla, de molt prestigi al poble de Sant Martí Vell i la seva comarca. Després de la Revolució de 1868, va col·laborar a la conspiració que va precedir la Tercera Guerra Carlina. Els seus caps li van confiar serveis de molta confiança.

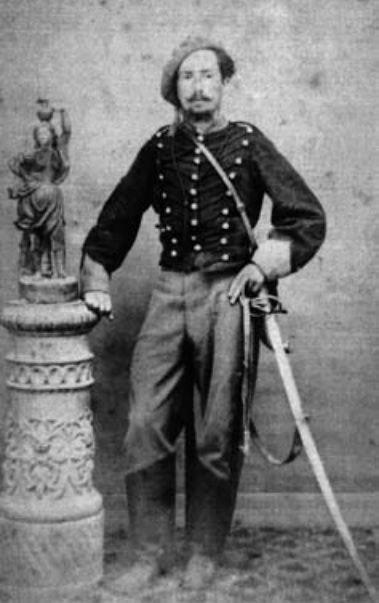
Joaquim Llach durant la tercera guerra carlina (1874)

El dia 7 d'abril de 1872 es va aixecar en armes amb un oncle seu i 52 homes. Per culpa d'una mala intel·ligència, van haver de tornar cap al poble. El 7 de maig van sortir de nou setze homes en direcció al camp carlí, i el 27 de desembre, Joaquín Llach i la resta es van presentar personalment al general Francesc Savalls, seguint tota la campanya com a oficial d'Intendència, agregat de Cavalleria i com Habilitat.
Va participar durant la campanya en seixanta-dues accions de guerra, entre elles les de Colitzà, Vic, atac i presa de Berga, Puig-reig, Balsareny, Caserres, presa de Ripoll, Sant Quirze de Besora, Alpens, Cellent, entrada de Banyoles, Cornellà (derrota del general Cirlot), floc de la columna del General Nouvilas a Castellfollit de la Roca, Oristà, Tordera, Tortellà (on van ferir el seu cavall), Santa Coloma de Farners, Prats de Lluçanès (on van matar el seu cavall), Santa Pau, Darnius i La Jonquera, a més d'atacs i presa d'Olot.
Gràcies a les seves accions durant el conflicte, li van ser concedides les medalles d'Alpens i de Berga. Pels mèrits demostrats durant l'acció de Tortellà va obtenir la Creu del Mèrit Militar.
Un cop acabada la guerra, va seguir treballant fins a la seva mort per la causa carlina. El seu nom figurava a totes les organitzacions locals de la Comunió Tradicionalista i contribuint només amb els diaris carlins. Va assistir a la festa dels veterans de l'última guerra carlina i als aplecs tradicionalistes de Manresa, Vic, Turó Park i tots els que es realitzaven a Catalunya.
Amb motiu dels successos de Badalona al 1900, dubtava sobre la voluntat de Carles de Borbó, per la qual cosa va viatjar a Venècia juntament amb un altre important cap carlí de la província de Girona per reunir-se amb el cabdill legitimista. En aquesta visita, Carles el va obsequiar amb el seu propi bastó de passeig.
L'any 1919, en produir-se l'escissió de Vázquez de Mella, es va posar de costat de Jaume de Borbó i va reorganitzar el partit a Girona. Gràcies a la seva feina, es va fundar un nou centre i un setmanari jaumista, El Eco de Gerona (1923-1928). Al maig de 1921 va ser nomenat president de la Junta Provincial Tradicionalista de Girona, càrrec que va mantenir fins a la seva mort. El 8 de novembre de 1925 Jaume de Borbó li va concedir la Creu de Caballero de l'Ordre de la Legitimitat Proscrita.
Joaquim Llach és el besavi del cantautor català Lluís Llach.